# Sywania
Sywania – (1430 m n.p.m.) szczyt w północno−zachodniej części Gorganów, które są częścią Beskidów Wschodnich. Szczyt ten znajduje się  w ramieniu pasma Jajka Ilemskiego (1679 m n.p.m.) w kierunku południowo-wschodnim.